# Проспект Перемоги (Пхеньян)
Проспект Перемоги (кор. 승리거리, Синні-горі), раніше «Сталінська вулиця» (쓰딸린거리, Ситталлін-горі) — бульвар у столиці КНДР — Пхеньяні.
Проходить вздовж західного берега річки Тедонган.
На вулиці знаходиться Меморіальний музей Антияпонської Збройної боротьби маршала Кім Ір Сена.
У 1960 поштове відомство КНДР випустило поштову марку із зображенням вулиці.

## Галерея

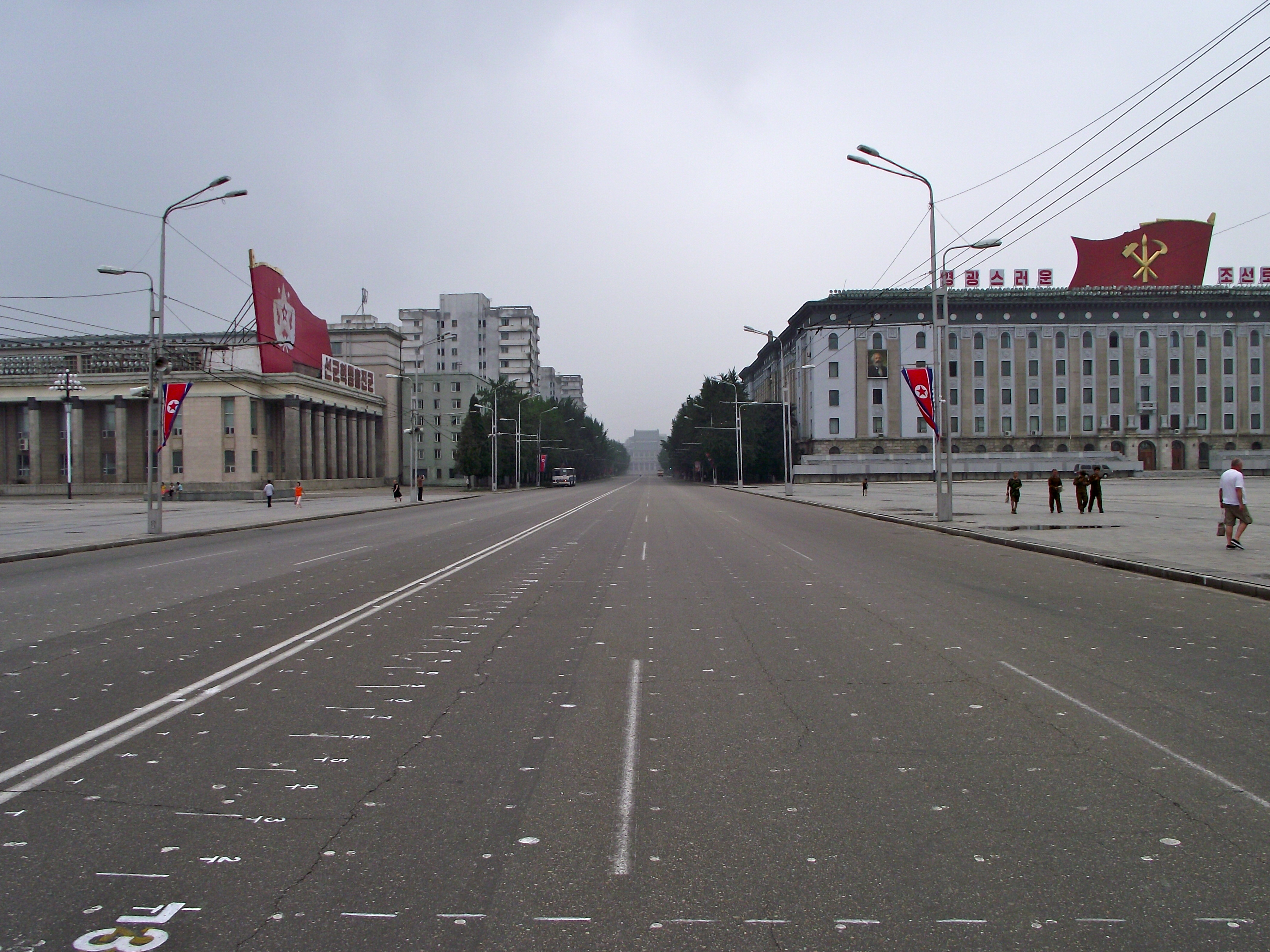
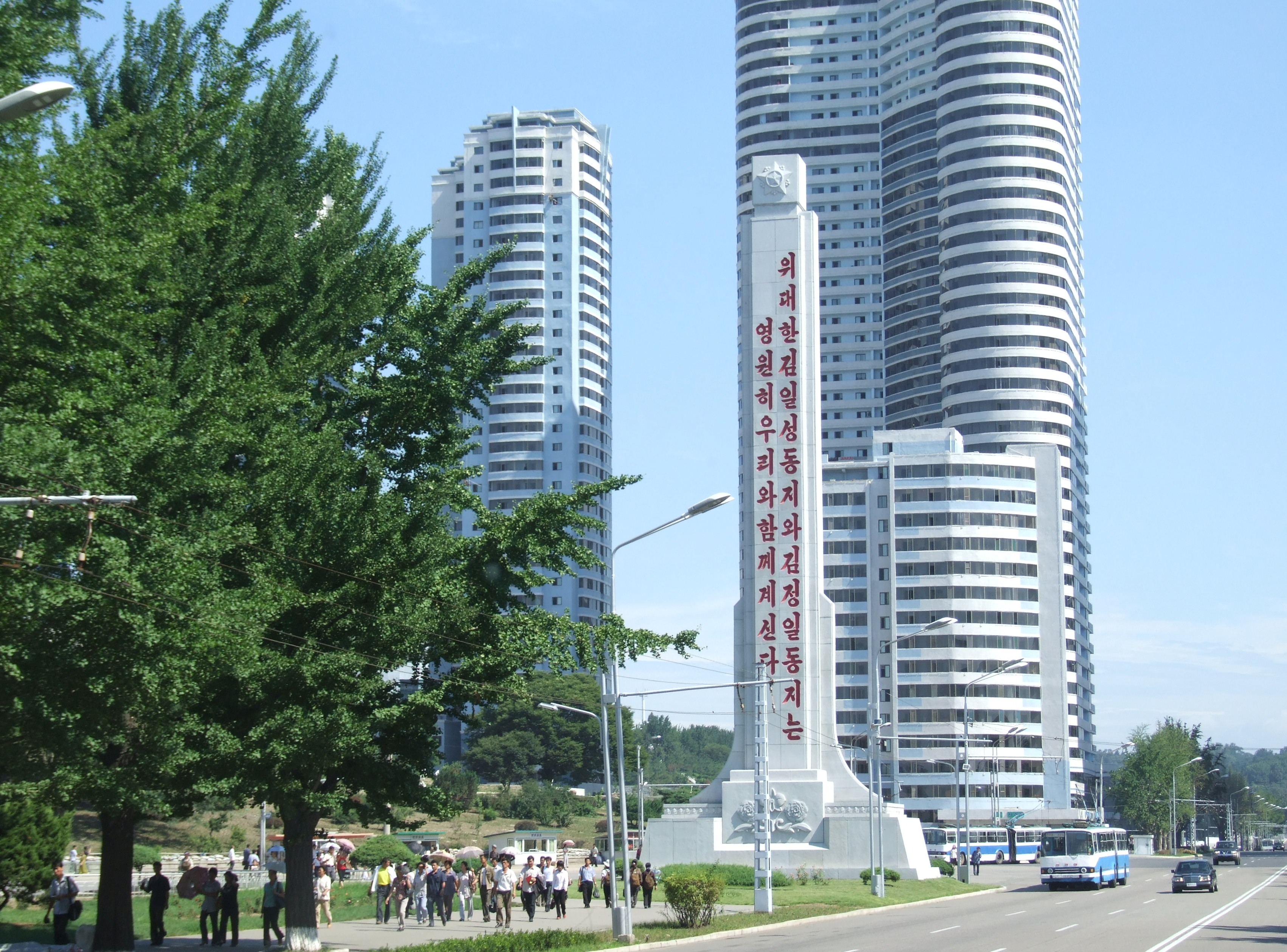
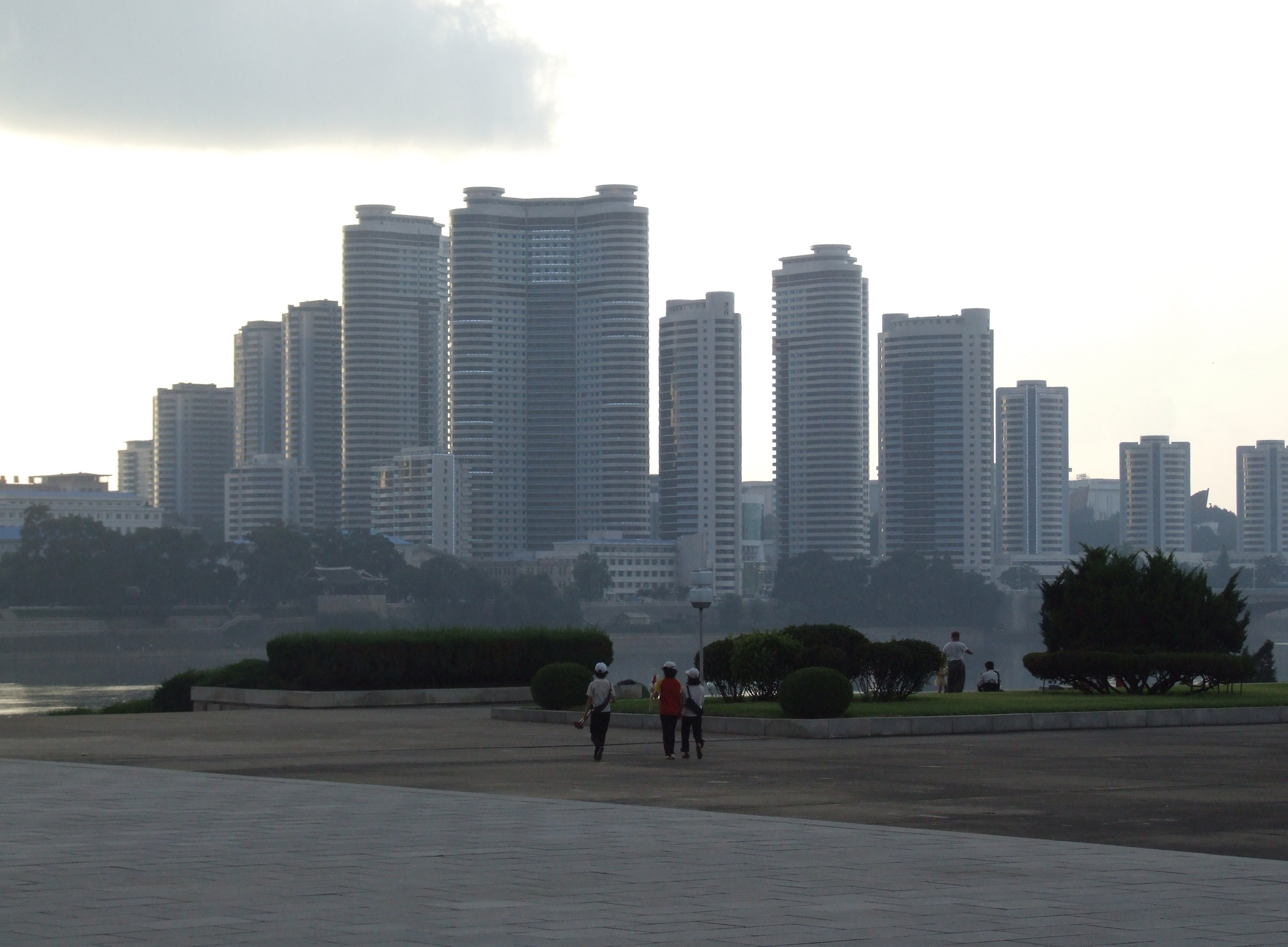